# اندرو سي هيث
اندرو سي هيث (سبنسر تي أولين): هو أستاذ الطب النفسي في جامعة واشنطن في كلية الطب بمدينة سانت لويس.يُعرَف بأبحاثه عن ادمان الكحول وعلم الوراثة السلوكي.حصل على جائزة جامعة واشنطن للمعلم المتميز في الطب عام 2009. وتشمل جوائزه الأخرى على جائزة جيمس شيلدز وهي المساهمة مدى الحياة في الدراسات عن التوأم من الجمعية الدولية للدراسات عن التوأم وجائزة الباحث المتميز من جمعية ابحاث ادمان الكحول.وهو عضو مؤسس في جمعية العلوم النفسية.

## التعليم والمهنة الاكاديمية
حصل هيث على درجة الدكتوراه بتخصص علم النفس في جامعة اكسفورد عام 1983.وكان عضو في هيئة التدريس بكلية الطب في فرجينيا.وهنالك اتم مرحلة ما بعد الدكتوراه (باحث ما بعد الدكتوراه)
.حتى التحق بكلية جامعة  واشنطن عام 1989.واصبح أستاذ متفرغ في جامعة واشنطن عام 1996.حيث سُميَ بسبنسر ترومان أولين، بروفسور الطب النفسي عام 2000.كان مديرًا لمركز أبحاث الإدمان على الكحول في الغرب الأوسط بجامعة واشنطن منذ أن تم تمويله لأول مرة  عام 1999.